# Токусаров, Иван Августович
Иван Августович Токусаров (26 апреля 1973) — российский шашист, специализирующийся в русских шашках и международных шашках,  чемпион мира по русским шашкам 1998 года в блице и бронзовый призёр в основной программе, чемпион Европы 2007 года, чемпион России 1996, 1997 годов по русским шашкам. Международный гроссмейстер по русским шашкам.
С 2008 по 2015 годы был директором Центра интеллектуального развития Нюрбинского района Республики Саха